# Wilhelm Ohr
Wilhelm Ludwig Ohr (* 23. September 1877 in Wien; † 23. Juli 1916 an der Somme) war ein deutscher Historiker.

## Leben
Wilhelm Ohr studierte Geschichte an den Universitäten Halle, Berlin und Leipzig, wo er 1902 promovierte. Nach einem Forschungsaufenthalt in Rom habilitierte er sich 1904 an der Eberhard Karls Universität Tübingen und wirkte hier als Privatdozent für Geschichte. 1907 gehörte Ohr zu den Mitbegründern des Nationalvereins für das liberale Deutschland, war zunächst dessen Generalsekretär und später Direktor, sowie Ausschussmitglied der Deutschen Gesellschaft für Kaufmanns-Erholungsheime. 1913 wechselte er als Privatdozent für Mittlere und Neuere Geschichte an die Akademie für Sozial- und Handelswissenschaften in Frankfurt am Main. Unmittelbar bei Kriegsausbruch eingezogen, fiel Ohr im Ersten Weltkrieg bei Pozières in der Schlacht an der Somme.

## Wilhelim Ohr und Leonard Nelson
In seiner 1994 fertiggestellten Dissertation geht Rainer Loska mehrfach auf die Bedeutung ein, die Wilhelm Ohr für Leonard Nelson hatte. Nelson lernte Ohr 1908 kennen, nachdem er dem liberalen Freisinnigenverein beigetreten war. In der Folge bestritten Ohr und Nelson gemeinsam zahlreiche politische Veranstaltungen für die Liberalen und waren auch 1910 Co-Autoren der Schrift Was ist liberal?.

„Die Kooperation mit Wilhelm Ohr war für Nelson von großer Bedeutung. Hier wurden die Grundlagen für das spätere, nach dem 1. Weltkrieg verfolgte und  dann  verwirklichte  politisch-pädagogische  Konzept  einer  Parteischule gelegt.“

Das 1924 von Nelson zusammen mit Minna Specht gegründete Landerziehungsheim Walkemühle verfolgte laut Loska bei der politischen Arbeit mit Erwachsenen der von Wilhelm Ohr vertretenen Konzeption der streng geschlossenen Lerngemeinschaften.:S. 126 f Die von Nelson entwickelte Methode des Sokratischen Gesprächs beruht laut Loska nach Nelsons eigenen Angaben auch auf Anregungen, die er
durch die Praxis von Wilhelm Ohr erhalten hatte. Nelson habe dies am 14. Januar 1917 in seiner Gedenkrede auf den im Ersten Weltkrieg gefallenen Ohr ausdrücklich gewürdigt.:S. 131

## Familie
Wilhelm Ohr war seit dem 7. September 1907 mit der aus der Schweiz stammenden Susanne Julie Bindschedler (1881–1960) verheiratet. Das Paar hatte drei Söhne, von denen zwei – wie ihr Vater im Ersten – im Zweiten Weltkrieg fielen.

## Schriften (Auswahl)
- Der karolingische Gottesstaat in Theorie und Praxis. Dissertation Universität Leipzig 1902.
- Die Kaiserkrönung Karls des Großen. Eine kritische Studie. Tübingen 1904 (= Habilitationsschrift Universität Tübingen).
- Zur Erneuerung des deutschen Studententums. München 1908, OCLC 838876792.
- (gemeinsam mit Wilhelm Bousset, Ernst Cahn und Leonard Nelson): Was ist liberal?, München 1910, S. 7–20.
- Die Jesuiten. Buchhandl. National-Verein, München 1911.
- (Bearb., mit Erich Kober): Württembergische Landtagsakten. Reihe 1. Bd. 1: 1498-1515. Kohlhammer, Stuttgart 1913.
- Die Entstehung des Bauernaufstands vom armen Konrad 1514. Kohlhammer, Stuttgart 1913.
- Vom Kampf der Jugend. Akademische Betrachtungen. 4. Aufl. Buchhandl. National-Verein, München 1914.
- Aus einem Jahr Feldlogenarbeit. München 1916.
- Der französische Geist und die Freimaurerei. Leipzig 1916, OCLC 953179739.